# Henry Z. Osborne
Henry Zenas Osborne (ur. 4 października 1848 w New Lebanon, zm. 8 lutego 1923 w Los Angeles) – amerykański polityk, członek Partii Republikańskiej.

## Działalność polityczna
W okresie od 4 marca 1917 do śmierci 8 lutego 1923 przez trzy kadencje (w listopadzie 1922 wybrany po raz czwarty) był przedstawicielem 10. okręgu wyborczego w stanie Kalifornia w Izbie Reprezentantów Stanów Zjednoczonych.